# Малецька сільська рада
Малецька сільська́ ра́да (біл. Малецкі сельсавет) — адміністративно-територіальна одиниця у складі Березівського району Берестейської області Білорусі. Адміністративний центр — село Малеч.

## Склад
Населені пункти, що підпорядковувалися сільській раді станом на 2009 рік:
| Населений пункт | Тип  | Населення, осіб (2009) |
| --------------- | ---- | ---------------------- |
| Бухали          | село | 1                      |
| Висневичі       | село | 9                      |
| Горськ          | село | 93                     |
| Грицевичі       | село | 34                     |
| Давидовичі      | село | 11                     |
| Залужжя         | село | 42                     |
| Лукомер         | село | 171                    |
| Малеч           | село | 1754                   |
| Олехновичі      | село | 17                     |
| Павловичі       | село | 65                     |
| Подкраїчі       | село | 481                    |
| Постолово       | село | 59                     |
| Ригали          | село | 16                     |
| Сосновка        | село | 83                     |
| Хойники         | село | 77                     |
| Черничне        | село | 7                      |

## Населення
За переписом населення Білорусі 2009 року чисельність населення сільської ради становила 2920 осіб.

### Національність
Розподіл населення за рідною національністю за даними перепису 2009 року:
| Національність                | Осіб | Відсоток |
| ----------------------------- | ---- | -------- |
| білоруси                      | 2710 | 92,81 %  |
| росіяни                       | 135  | 4,62 %   |
| українці                      | 41   | 1,40 %   |
| поляки                        | 21   | 0,72 %   |
| національність не вказана     | 4    | 0,14 %   |
| німці                         | 3    | 0,10 %   |
| латиші                        | 2    | 0,07 %   |
| татари                        | 1    | 0,03 %   |
| азербайджанці                 | 1    | 0,03 %   |
| молдовани                     | 1    | 0,03 %   |
| національність не повідомлена | 1    | 0,03 %   |
| Разом                         | 2920 | 100 %    |